# Jaroslaw Halan

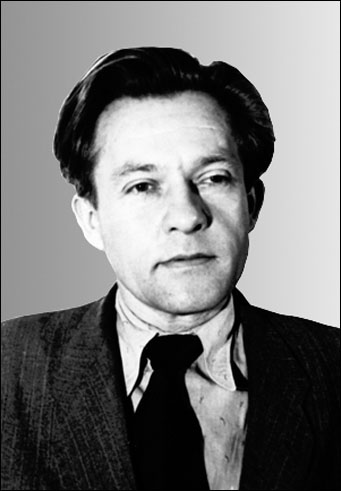
Jaroslaw Halan

Jaroslaw Oleksandrowytsch Halan (ukrainisch Ярослав Олександрович Галан, russisch Ярослав Александрович Галан Jaroslaw Alexandrowitsch Galan; * 27. Juli 1902 in Dynów, Österreich-Ungarn; † 24. Oktober 1949 in Lwiw, Ukrainische SSR) war ein ukrainischer kommunistischer Schriftsteller, Dramatiker, Journalist und Publizist.

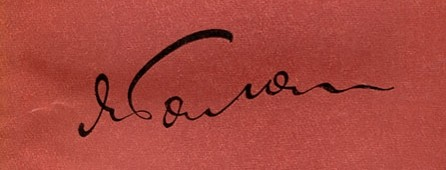
Signatur

## Leben
Jaroslaw Halan kam als Sohn eines Angestellten in Dünow im Bezirk Brzozów in Galizien zur Welt. Nach Beginn des Ersten Weltkriegs wurde sein Vater wegen seiner russophilen Haltung ins Interniertenlager Thalerhof deportiert. Als sich im Mai/Juni 1915 eine Offensive Österreich-Ungarns abzeichnete, wurde daher Halans Mutter mit ihren Kindern, mit Unterstützung der russischen Militärverwaltung, nach Rostow am Don evakuiert, wo Jaroslaw die Schule besuchte und die Oktoberrevolution erlebte. Nach der Rückkehr seiner Familie im Jahr 1918 besuchte er in Przemyśl das ukrainische Gymnasium und 1922 die Höhere Handelsschule im italienischen Triest, bevor er von 1922 bis 1926 an der Universität Wien und von 1926 an der Jagiellonen-Universität in Krakau studierte und 1928 graduierte.
In seiner Studentenzeit trat er der linken Bewegung bei und trat 1924 in die Kommunistische Partei der Westukraine (Комуністична партія Західної України) ein.
Zu Beginn der 1920er Jahre war Halan, neben Wassyl Bobynskyj, einer der Organisatoren der ukrainischen proletarischen Literaturgruppe Horno in Lwiw und Redakteur beim sowjetophilen Journal Wikna (Вікна). 1936 war er in Lwiw einer der Organisatoren des antifaschistischen Intellektuellen-Kongresses. Wegen seiner kommunistischen Aktivitäten stand er in der Zweiten Polnischen Republik unter polizeilicher Überwachung und wurde Mitte der 1930er Jahre zweimal verhaftet. Nach der Besetzung der Westukraine war er als Korrespondent für die Zeitungen Freie Ukraine (1939–1941), Wahre Ukraine sowie Sowjetukraine (1942–1948) in Lwiw tätig.
Während des Zweiten Weltkriegs war er 1942 als Radiokommentator in Saratow und 1943 in Moskau sowie beim mobilen Frontradiosender Dnipro beschäftigt. Von November 1945 bis April 1946 arbeitete er als Sonderkorrespondent der Zeitung Sowjetische Ukraine beim Nürnberger Prozess.
In den Nachkriegsjahren setzte er sich für die Russifizierung von Lemberg und für die objektive Erfassung der Geschichte der Kommunistischen Partei der Westukraine ein. Seine pro-sowjetischen Aktivitäten veranlassten ukrainische Nationalisten am 24. Oktober 1949, ihn in seinem Büro in Lwiw zu ermorden. Die Attentäter wurden vom KGB-Agenten Bogdan Staschinski, der später auch Lew Rebet und Stepan Bandera umbrachte, aufgespürt. Halan wurde auf dem Lytschakiwski-Friedhof in Lwiw bestattet. Das Sowjetregime nutzte sein Leben und seinen Tod zur Bekämpfung des ukrainischen bürgerlichen Nationalismus effektiv aus.

## Ehrungen
- Stalinpreis 1952 (posthum)[2]
- Ehrenzeichen der Sowjetunion[7]

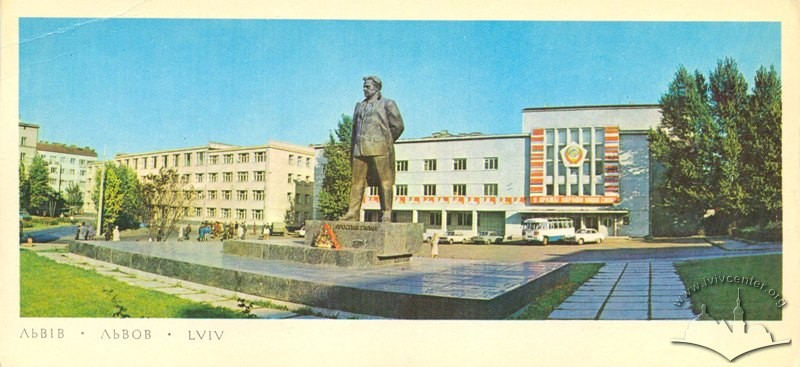
Halan-Denkmal in Lwiw, 1972

- Medaille „Für heldenmütige Arbeit im Großen Vaterländischen Krieg 1941–1945“

Die Ukrainische SSR rief 1964 einen nach Halahan benannten Journalismuspreis für den besten propagandistischen Journalismus ins Leben. In Lwiw (1992 abgebrochen), Drohobytsch und Jabluniw errichtete man zu seinem Gedenken Denkmale.

## Werke
Er verfasste dramatische Werke, darunter Don Quixote aus Ettenheim (1927), Position, Veronica" und 99% (alle – 1930), Cell (1932), Unter dem Steinadler (1947), Love at Dawn (1949), Prosa: Die Berge  rauchen – in polnischer Sprache 1939, eine Sammlung von Radiokommentaren "The Front on the Air" (1943) sowie Werke des sozialistischen Realismus, die sich oftmals gegen die ukrainische National- und Unabhängigkeitsbewegung und die Ukrainische griechisch-katholische Kirche richteten. Außerdem übersetzte er aus dem Deutschen, dem Kroatischen, dem Englischen und dem Russischen ins Ukrainische. In Kiew wurde 1977/78 die Werke Halans in drei Bänden veröffentlicht.

### Werke in deutscher Übersetzung
- Nürnberg 1945 : Pamphlete. Übersetzung aus dem Ukrainischen Jona Gruber. Kiew : Verlag Dnipro, 1975
- Was man nicht vergessen darf. Übersetzung aus dem Russischen. Moskau : APN-Verlag, 1975